# Bockwitzer See
Der Bockwitzer See entstand als Bergbaufolgelandschaft bei Borna südlich von Leipzig aus dem ehemaligen Braunkohletagebau Tagebau Borna-Ost/Bockwitz, der von 1993 bis 2005 durch ansteigendes Grundwasser geflutet wurde. Der See wurde nach dem devastierten Gut Bockwitz benannt. Er gehört ebenso wie der benachbarte Harthsee zum „Leipziger Neuseenland“.

## Lage

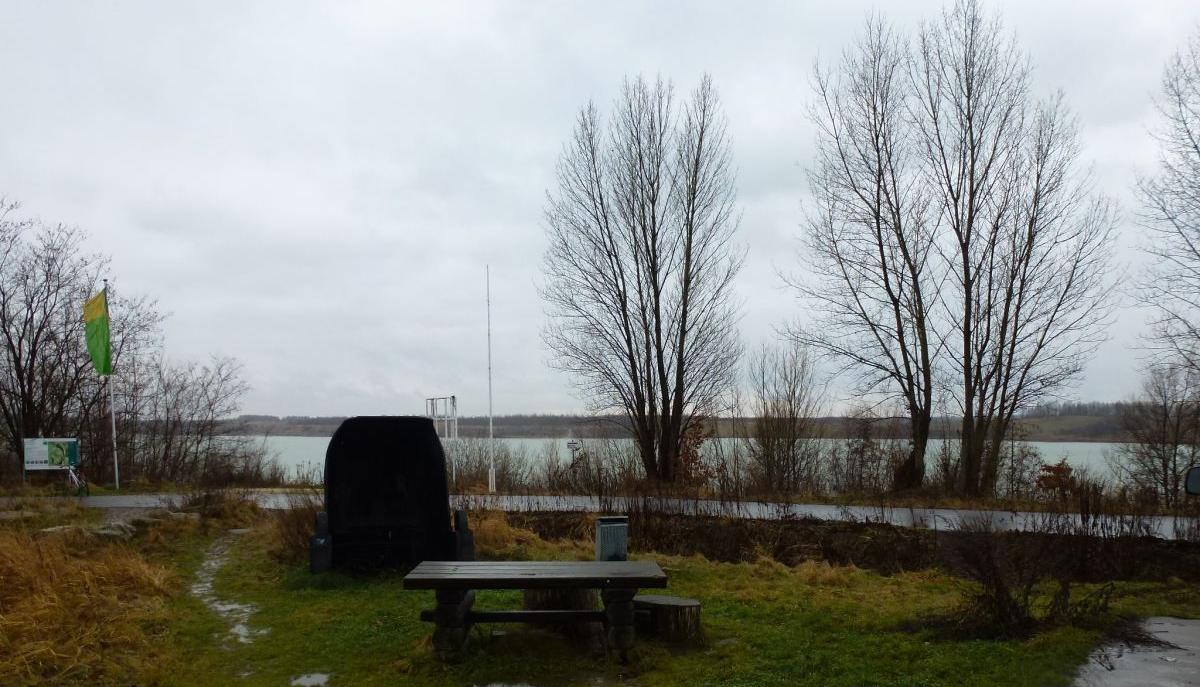
Aussichtspunkt

Im Osten wird der See durch die Bundesstraße 176 begrenzt; an ihr liegt ein Aussichtspunkt.
Südlich des Sees schließt sich der tiefer gelegene Harald-Krug-See an, westlich von diesem Restloch liegt das weitere Restloch Hauptwasserhaltung.

## Verkehr
Erreichbar ist der Bockwitzer See über die Bundesstraße 176. Ein Parkplatz für 10–15 Fahrzeuge ist vorhanden. Ein weiterer Parkplatz befindet sich am westlichen Ufer. Dieser ist über die neue Verbindungsstraße zwischen Dittmannsdorf und Borna erreichbar.

## Nutzung

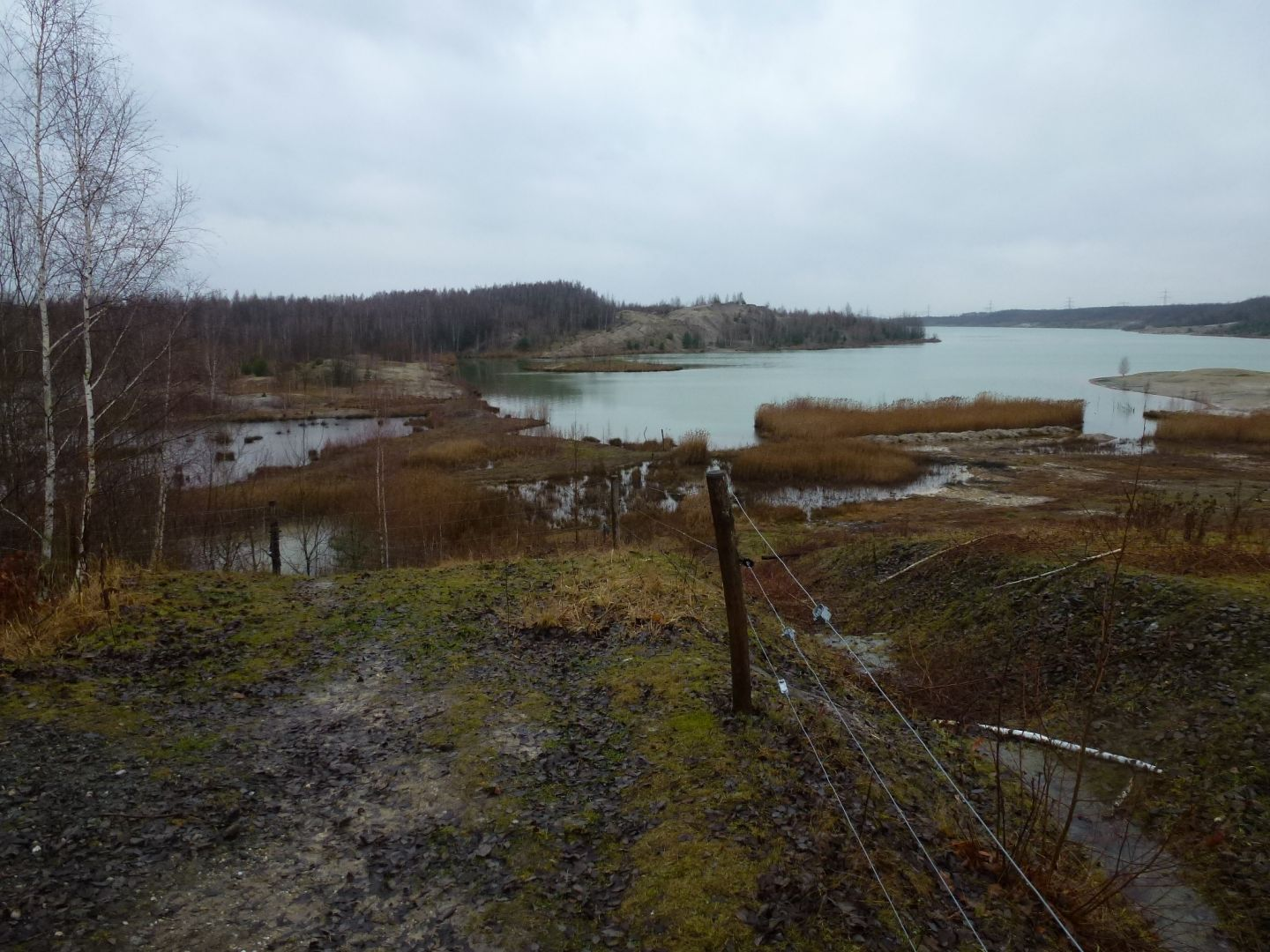
Südteil des Sees

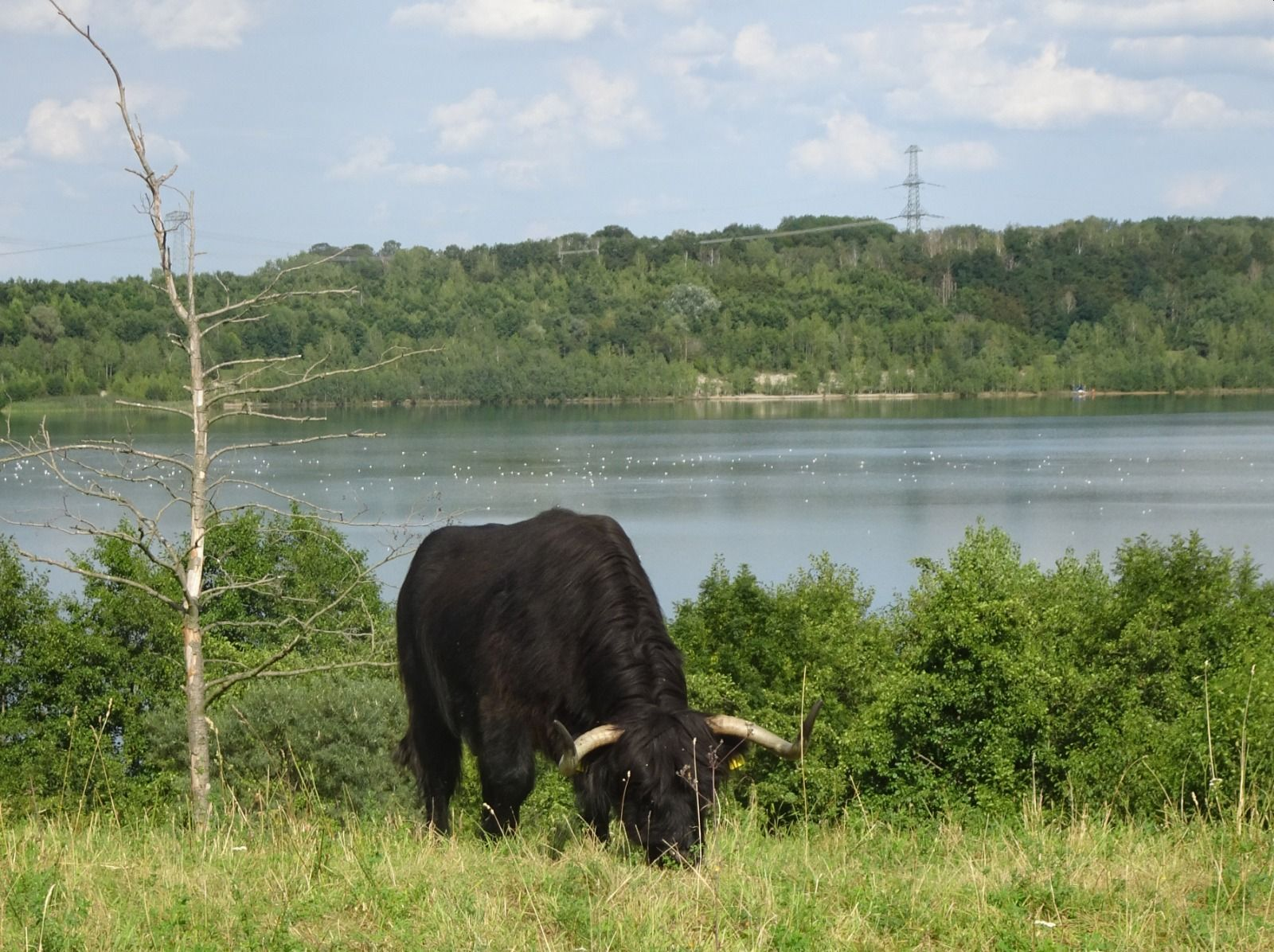
Westufer

Der Bockwitzer See wurde mit seiner Umgebung in das 545 ha große FFH-Gebiet „Bergbaufolgelandschaft Tagebau Bockwitz“ umgewandelt. Es ist damit eines der größten in Sachsen. Mit über 180 Vogel-, 12 Amphibien- und 4 Reptilienarten weist das Gebiet eine reichhaltige Fauna auf. Teilbereiche werden extensiv beweidet.
Ein Weg führt um den Bockwitzer See, an den Steigungen geben Betonplatten Halt.